# Llengües nyulnyulanes

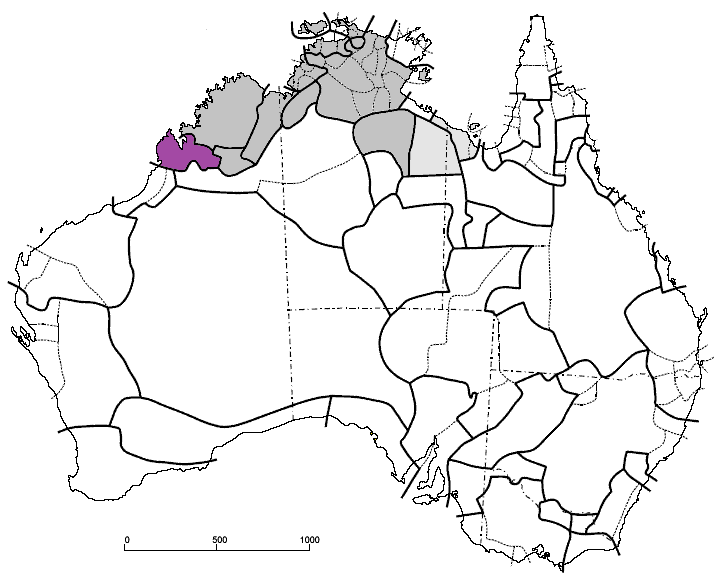
Llengües nyulnyulanes (violeta), entre altres llengües no pama-nyunga (gris)

Les llengües nyulnyulanes són una petita família de llengües aborígens australianes, estretament emparentades i parlades al nord-est d'Austràlia.
Les llengües nyulnyulanes formen dues branques establertes sobre la base d'innovacions lèxiques i morfològiques.
- Occidental o nyulnyúlic:

Nyulnyul, Bardi-Djawi, Dyaberdyaber, Nimanburru.
- Oriental o Dyukun:

Jukun, Yawuru, Warrwa, Nyigina, Ngumbarl.

## Comparació lèxica
Els numerals en les diverses llengües nyulnyulanes són:
| GLOSSA | occidental     | occidental | occidental | occidental   | occidental | oriental    | oriental | oriental  | proto-nyulnyulà                         |
| GLOSSA | Nyulnyul       | Djawi      | Bardi      | Dyaberdyaber | Nimanbur   | Yawuru      | Nyigina  | Warrwa    | proto-nyulnyulà                         |
| ------ | -------------- | ---------- | ---------- | ------------ | ---------- | ----------- | -------- | --------- | --------------------------------------- |
| '1'    | war            | wandjari   | aRindji    |              |            | waranyjarri | wingair  | wanyjarri | * wanyjarri / * waɲɟari /               |
| '2'    | kujarr         | kuyarra    | gudjara    | gudjara      | kujarr     | gujarra     | kutjara  | kujarra   | * kutjarra / * kucara /                 |
| '3'    | irrjiwar       | edjar      |            |              |            | Gudit-i     | 2 + 1    |           | * irrdji-wanyjarr / * irɟi-waɲɟar / (?) |
| '4'    | kujarra kujarr | 2 + 2      |            |              | 2 + 2      |             | 2 + 2    |           | * 2 + 2                                 |